# Aussi loin que mes pas me portent
Pour plus de détails, voir Fiche technique et Distribution.
Aussi loin que mes pas me portent (So weit die Füße tragen) est un film allemand réalisé par Hardy Martins, sorti en 2001.

## Synopsis
L'évasion d'un goulag par Clemens Forell, soldat allemand de la Seconde Guerre mondiale fait prisonnier par les Soviétiques (inspiré de l'histoire vraie de Cornelius Rost).

## Fiche technique
- Titre : Aussi loin que mes pas me portent
- Titre original : So weit die Füße tragen
- Réalisation : Hardy Martins
- Scénario : Bastian Clevé, Hardy Martins et Bernd Schwamm d'après le roman de  Josef Martin Bauer
- Musique : Edouard Artemiev
- Photographie : Pavel Lebeshev
- Montage : Andreas Marschall
- Production : Jimmy C. Gerum et Hardy Martins
- Société de production : B & C Filmproduktion, Cascadeur Filmproduktion et KC Medien
- Pays :  Allemagne
- Genre : Action, aventure, drame et guerre
- Durée : 158 minutes
- Dates de sortie : 
  - Allemagne : 27 décembre 2001

## Distribution
- Bernhard Bettermann : Clemens Forell
- Iris Böhm : Kathrin Forell
- Anatoliy Kotenyov : l'Oberleutnant Kamenev
- Michael Mendl : Dr. Stauffer
- Irina Pantaeva : Irina
- Hans-Uwe Bauer : Leibrecht
- André Hennicke : Bauknecht
- Antonio Wannek : Mattern
- Johannes Hitzblech : Danhorn
- Stephan Wolf-Schönburg : Klugmann
- Irina Narbekova : Dr. Pachmutova
- Pavel Lebeshev : le commandant du camp
- Vladimir Korpus : Semjon
- Igor Filchenkov : Anastas
- Tschmid Rintshinov : Kolka

## Accueil
Le film a reçu le prix des meilleurs décors au Festival du film de Milan en 2020.